# Constitución de Venezuela de 1858
La Constitución de Venezuela de 1858 fue una constitución sancionada por la Convención Nacional de Valencia el 14 de enero de 1858 y promulgada por el presidente Julián Castro, luego del derrocamiento de la dictadura de José Tadeo Monagas. Esta nueva Constitución otorga más autonomía a las Provincias, la elección del presidente, vicepresidente y otros funcionarios por votación universal, directa y secreta. Establecía períodos presidenciales de 5 años. 

## Historia
Tuvo vigencia por poco tiempo ya que estalla la Guerra Federal el 20 de abril de 1859 lo que impidió el funcionamiento normal de la Constitución y finalmente es derogada por la dictadura de José Antonio Páez el 10 de septiembre de 1861.

## Características
- Se concede mayor autonomía a las Provincias.
- Se establece la votación universal, directa y secreta del presidente, vicepresidente y otros funcionarios gubernamentales.
- Se reduce el periodo presidencial de 6 a 5 años
- Las legislaturas provinciales pueden elegir a los miembros de la Corte Suprema de Justicia y a los de las cortes superiores.[1]